# Geschiedenis van de filosofie
De geschiedenis van de filosofie is het geheel van theorieën en doctrines die door de eeuwen heen door denkers werden geformuleerd. Volgens The Oxford Dictionary of Philosophy begint de geschiedenis van de filosofie met de Indo-Iraniërs vanaf 1500 voor Christus. In het Westen verschijnen vanaf de 6e eeuw v.Chr. de eerste sporen van wat filosofie genoemd wordt met de oud-Griekse presocratische denkers, gevolgd door Socrates, die wordt beschouwd als de echte vader van deze discipline, en zij die in zijn voetsporen treden: Plato, Aristoteles, de socratische scholen. De filosofie als discipline blijft groeien tijdens de hellenistische periode, in het bijzonder het stoïcisme, het epicurisme, het cynisme en de sceptische school, die ook in de Romeinse tijd gecontinueerd worden. 
Vanaf de late oudheid en de middeleeuwen slaan het neoplatonisme en de christelijke filosofie een brug tussen filosofie en religie, en het is in nauwe relatie met de theologie en de Grieks-Arabische filosofie dat de middeleeuwse filosofie zich ontwikkelt, wat blijkt uit het belang van de scholastiek in deze periode. Problemen die specifiek betrekking hebben op de geschiedenis van de filosofie omvatten onder meer: "Hoe kunnen veranderingen in de filosofie historisch worden verantwoord?" "Hoe is de ontwikkeling van het denken eventueel historisch te verklaren?" "In welke mate kunnen filosofische teksten uit voorafgaande historische tijdperken vandaag nog begrepen worden?"
Alle culturen – of ze nu prehistorisch, middeleeuws of modern, oosters, westers, religieus of seculier zijn – hebben hun eigen unieke scholen van de filosofie, voortbouwend op eerdere stromingen of startend vanuit een nieuw beginsel. Deze theorieën zijn gegroeid uit verschillende vooronderstellingen en benaderingen, bijvoorbeeld vanuit het rationalisme (theorieën voortgekomen uit logica), het empirisme (theorieën voortgekomen uit observatie), of zelfs vanuit een geloofsbasis waarvoor dan filosofische rechtvaardiging wordt gezocht.
Een geschiedenis van de filosofie probeert dergelijke ontwikkelingen te catalogiseren en classificeren met als doel de ontwikkeling van de filosofische ideeën door de tijd heen te begrijpen.

## Westerse filosofie
De westerse filosofie heeft een lange geschiedenis, die traditioneel wordt onderverdeeld in vier grote tijdperken: de antieke, middeleeuwse, moderne en hedendaagse filosofie. De oudheid loopt tot ongeveer de val van Rome en omvat Griekse filosofen als Plato en Aristoteles. De middeleeuwse periode loopt tot ongeveer eind 1400 en de renaissance. De "moderne periode" omvat alle westerse filosofie vanaf de renaissance (die er soms bij wordt gerekend) tot de 20e eeuw. Hedendaagse filosofie omvat de filosofische ontwikkelingen van de 20e eeuw tot heden.

### Antieke filosofie

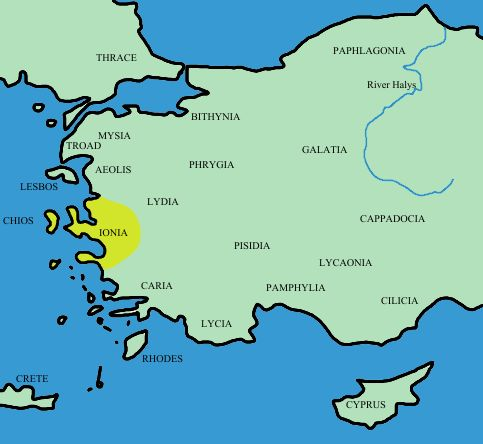
Ionië, oorsprong van de vroege Griekse filosofie, in het westen van Klein-Azië.

De westerse filosofie laat men in het algemeen beginnen in de Griekse steden van westelijk Klein-Azië (Ionië), meer in het bijzonder Milete. Deze allereerste Griekse denkers staan ook wel bekend als de Milesische natuurfilosofen. Hun onderzoeksveld was geheel gericht op het uiterlijk waarneembare en het uiteindelijk vinden van de archè, het oerbeginsel. Het omvatte niet alleen wat tegenwoordig filosofie genoemd wordt, maar ook alles wat tegenwoordig wetenschap heet. Van geen van deze vroege schrijvers is een volledig werk bewaard gebleven. Alle Griekse filosofie van voor de tijd van Socrates staat bekend als de presocratische filosofie. Deze filosofie was hoofdzakelijk kosmologisch en kosmogonisch van aard. De presocraten zochten in de eerste plaats naar een fundamentele verklaring voor de natuurverschijnselen die zij om zich heen waarnamen, zoals zons- en maansverduisteringen en de jaarlijks terugkerende overstromingen van de Nijl nadat Sirius was opgekomen. Zij deden daarbij bewust geen beroep op de traditionele oud-Griekse godsdienst.
De sleutelfiguur in de transformatie van de Griekse filosofie is Socrates. Naar verluidt zou hij na een bezoekje aan het Orakel van Delphi  in de straten en openbare gebouwen van Athene doorgebracht hebben om te onderzoeken of het echt zo was dat niemand in de stad wijzer was dan hij. Zoals het wordt voorgesteld door Plato en Xenophon onderzocht hij op een kritische manier een aantal begrippen die gewoonlijk als probleemloos werden beschouwd. Socrates wees erop dat het vaak aan een heldere definitie ontbrak, en dat bestaande opvattingen contradicties inhielden, of gebaseerd waren op onduidelijke grondregels en overtuigingen. Hij schreef zelf niets, maar inspireerde vele volgelingen, waaronder veel zonen van vooraanstaande Atheense burgers. Socrates' belangrijkste leerling was Plato, de oprichter van de Akademeia van Athene. Hij schreef veel dialogen, waarin hij filosofische problemen onderzocht volgens de socratische methode. 
Plato's belangrijkste leerling was Aristoteles, misschien wel de eerste echte systematische filosoof. De logica van Aristoteles was de eerste vorm van logica die trachtte elk geldig syllogisme te categoriseren. Een student in de aristotelische logica moest voorafgaand een vrij groot aantal syllogismen uit het hoofd leren. Diagrammen hielpen bij het memoriseren ervan, alsook het leren van een sleutelzin waarbij de eerste letter van elk woord naar de naam van een syllogisme verwees. Elk syllogisme had dus een naam, bijvoorbeeld: "Modus ponens" had de vorm van "Als A waar is, dan is B waar. A is waar, dus is ook B waar." De meeste studenten memoriseerden zijn 19 syllogismen over twee onderwerpen wat hen in de gelegenheid stelde om subject en object op een geldige manier met elkaar te verbinden. Een paar begaafde studenten ontwikkelden systemen met drie onderwerpen, of beschreven een manier om de regels met drie onderwerpen uit te werken.
Aristoteles verwierp echter de Ideeënleer van Plato en daarmee ook de op deze leer gebaseerde verklaringen voor filosofische vraagstukken. In plaats daarvan probeerde hij door middel van empirisch onderzoek naar alternatieve verklaringen te zoeken. Hij analyseerde daarbij onder meer de taal in een poging de structuur van de werkelijkheid te doorgronden, en legde zo de eerste fundamenten voor moderne wetenschappen als de biologie, de scheikunde, de natuurkunde en de politicologie.

### Middeleeuwse wijsbegeerte
Middeleeuwse filosofie was sterk betrokken op de aard van God en de toepassing van Aristoteles' logica en denken inclusief allerlei aanvullingen hierop op elk gebied van het leven, iets dat beter bekendstaat als de scholastiek. Vanaf ca. 1200 - toen in West-Europa de eerste universiteiten ontstonden - werd de filosofie als discipline onderwezen, maar al eerder waren er belangrijke typisch middeleeuwse filosofen zoals Pierre Abélard.
De meest gezaghebbende tekst waar de scholastiek zich op baseerde was de Openbaring uit de Bijbel. Een steeds terugkerend streven in deze tijd was om, zo mogelijk door logica alleen, het bestaan van God te bewijzen. De bedoeling van deze oefening was volgens mediëvisten als Étienne Gilson niet zozeer om het geloof in God te rechtvaardigen, aangezien dit naar het oordeel van het middeleeuwse christendom al vanzelfsprekend was, maar om de klassieke filosofie met haar niet-Bijbelse, heidense oorsprong binnen een christelijke context te integreren en te laten aanvaarden en aldus te verrijken.
Een van de eerste pogingen daartoe was het kosmologisch argument, traditioneel toegeschreven aan Thomas van Aquino. Het argument stelt grosso modo dat alles wat bestaat een oorzaak heeft. Maar omdat er geen oneindige keten van oorzaken terug in het verleden kon zijn, moest er een niet-veroorzaakte 'Eerste Oorzaak' geweest zijn. Dit is God. Thomas van Aquino paste dit argument ook toe om de goedheid van God te bewijzen. Alles heeft een zekere goedheid, en de oorzaak van elk ding is beter dan het ding dat veroorzaakt is. Daarom is de eerste oorzaak het best mogelijke ding. Vergelijkbare argumenten werden gebruikt om Gods kracht en uniciteit te bewijzen.
Een ander belangrijk argument voor het bewijs van het bestaan van God is het ontologisch argument, aangevoerd door Anselmus van Canterbury. In feite zegt hij dat God alle mogelijke goede eigenschappen heeft. Bestaan is goed, en dus heeft God het, en daarom bestaat Hij. Dit argument is vanaf René Descartes door filosofen in verschillende vormen gebruikt.
Tegenstanders van Gilson zien in de christelijke context waarin de middeleeuwse filosofie is ingebed juist een teloorgang van de klassieke filosofie, aangezien verstandelijk denken in feite geheel ondergeschikt werd gemaakt aan theologie.
Het beeld dat Gilson van de middeleeuwse filosofie geeft schiet op sommige punten duidelijk tekort. In de middeleeuwen zelf werd de term "christelijke filosofie" ten eerste vrijwel nooit gebruikt, behalve met betrekking tot spirituele handelingen die in kloosters werden verricht. Verder had de filosofie van die tijd in werkelijkheid toch betrekking op meer dan alleen godsdienst: ook de logica, taalfilosofie en bepaalde onderwerpen uit de metafysica en ethiek kwamen aan bod.
Dat er tijdens de middeleeuwen sprake was van kruisbestuiving tussen de Griekse filosofie en christelijke wereldbeschouwing is ook te merken in de Byzantijnse filosofie van de 8e tot de 15e eeuw, waar christelijke filosofen en geleerden ook ideeën onttrokken uit de geschriften van Plato, Aristoteles en de neoplatonisten.

### Renaissancefilosofie/Moderne filosofie
Zoals met vele periodiseringen zijn er in de praktijk meerdere afbakeningen voor de "moderne wijsbegeerte". Volgens één opvatting dateert de 'moderne filosofie' uit de Verlichting, het 'Tijdperk van de rede'. In deze periode werd systematische filosofie gemeengoed, waarbij Desiderius Erasmus en Niccolò Machiavelli afvielen als "moderne filosofen". Een andere mogelijkheid is om aansluiting te zoeken bij de manier waarop de gehele moderne periode is gedateerd, vanaf de renaissance. Soms laat men dan weer "moderne filosofie" eindigen in 1800, met de opkomst van hegelianisme en het idealisme. Een historicus van de filosofie kiest er soms ook voor om in zijn overzicht gewoon secties van de filosofie volgens eeuwen te bespreken, wat in dit artikel ook voor een deel wordt gedaan. Op die manier worden lange discussies over perioden vermeden.
Vanaf de renaissance reageerden filosofen tegen de scholastieke traditie uit de middeleeuwen: Erasmus, Francis Bacon, Niccolò Machiavelli en filosofen die ook natuurwetenschapper waren zoals Galileo Galilei kunnen in een overzicht voorgesteld worden als vertegenwoordigers van de opkomst van het rationalisme (vooral vertegenwoordigd door Galileï), het empirisme (vooral vertegenwoordigd door Bacon) en het humanisme.
Vanaf de eerste helft van de zeventiende eeuw was sprake van een duidelijke omslag. In plaats dat men elkaar op religieus vlak betwistte, werd er nu gezocht naar meer tolerantie en zekerheid en onbetwistbare uitgangspunten. Deze tweede periode in de geschiedenis van de moderne filosofie is door Michel Foucault later in zijn doctoraatsthesis L' âge classique genoemd. De 17e-eeuwse filosofie wordt verder gedomineerd door de noodzaak om filosofie te organiseren op rationele, sceptische, logische en axiomatische gronden, zoals in het werk van René Descartes, Blaise Pascal en Thomas Hobbes. Dit type filosofie poogt anderzijds ook religieuze opvattingen te integreren binnen een filosofisch denkkader. Op die manier wilde men het ongeloof van het atheïsme en andere overtuigingen bestrijden door het idee van de stoffelijke werkelijkheid te aanvaarden, en het dualisme tussen geest en materie te verdedigen. Als reactie hiertegen, en tegelijk als uitbreiding hiervan, kan men het monisme van George Berkeley's (idealisme) zien, en de dubbel-aspect theorie van Benedictus de Spinoza. Tijdens deze periode werd het empirisme door John Locke, George Berkeley en anderen ontwikkeld als alternatief voor het scepticisme. Hierbij moet worden vermeld dat John Locke, Thomas Hobbes en Edmund Burke gedurende deze tijd ook hun eigen bekende politieke filosofieën ontwikkelden.
Een behandeling van de 18e-eeuwse filosofie heeft dan in het algemeen weer betrekking op de vroege periode, het eerste deel van de "Verlichting" en richt zich hoofdzakelijk op de opkomst van het systematische empirisme, volgend na Isaac Newtons 'natuurlijke filosofie'. Aldus maken enerzijds Diderot, Voltaire, Rousseau, Montesquieu, Kant - die met name bijdroeg aan de definitieve scheiding tussen wetenschap en religie - en anderzijds de politieke filosofieën belichaamd door en beïnvloed door de Amerikaanse Revolutie en de Amerikaanse Verlichting deel uit van de Verlichting. Andere prominente filosofen van deze periode waren David Hume en Adam Smith, die samen met Francis Hutcheson ook de voornaamste filosofen van de Schotse verlichting waren, en Thomas Paine en Thomas Jefferson, de belangrijkste filosofen van de Amerikaanse Verlichting.
In de 19e eeuw - de periode van de romantiek - was het werk van Hegel toonaangevend. Zijn Logica (Wissenschaft der Logik) en Fenomenologie van de geest (Phänomenologie des Geistes ) leverden een dialectisch kader voor de filosofie om kennis - met name van de exacte wetenschappen - in te ordenen. In deze tijd werd ook Schopenhauers ontkenning van de wil een begrip. Net als in de 18e eeuw al het geval was, zouden het echter vooral de ontwikkelingen in de wetenschap zijn die de beweringen van de filosofische traditie zouden uitdagen. Zo was het werk van Charles Darwin gebaseerd op het idee van organische zelfregulering dat filosofen als Adam Smith voorstonden, maar in wezen betwistte het de gevestigde filosofische opvattingen. Filosofen als Auguste Comte en John Stuart Mill kunnen als de 19e-eeuwse voortzetters van het empirisme van Bacon worden gezien.
In de 19e eeuw laaide ook de onenigheid op het theologische gebied weer op, nu in die zin dat het hele christendom en het bestaan van de christelijke God ter discussie kwamen te staan.
Eveneens in de 19e eeuw gaf de Deense filosoof Søren Kierkegaard aan de filosofie een nieuwe wending door zich minder te richten op abstracte begrippen en meer op wat het betekent om een bestaand (existerend) persoon te zijn. Kierkegaard beweerde ook dat de westerse beschaving zeer ver van het "ware" christendom afstond. Zijn werk lag aan de basis voor heel wat 20e-eeuwse filosofische stromingen, met inbegrip van het existentialisme.

### Hedendaagse wijsbegeerte
De 20e-eeuwse filosofie richt zich in de eerste plaats op de ingrijpende veranderingen die waren veroorzaakt door een reeks van conflicten in het filosofisch discours over de basis van kennis, en op nieuwe sociale, economische, wetenschappelijke en logische problemen. De filosofie van de 20e eeuw werd gekenmerkt door een reeks pogingen tot hervorming van oudere kennissystemen en de vraag wat er dan wel van de oude systemen behouden diende te blijven. Sleutelfiguren hierin waren Ludwig Wittgenstein, Martin Heidegger, Bertrand Russell, Jean-Paul Sartre en Edmund Husserl. Epistemologie, de theorie van de kennis, werd een centraal aandachtspunt, gezien vanuit het werk van Heidegger, Russell, Karl Popper en Claude Levi-Strauss. Fenomenologisch georiënteerde metafysica kenmerkte het existentialisme van Sartre, Maurice Merleau-Ponty en Albert Camus, en later het poststructuralisme van Gilles Deleuze, Jean-François Lyotard, Michel Foucault en Jacques Derrida. Pragmatist Richard Rorty wees erop dat deze en andere scholen van de 20e-eeuwse filosofie (waaronder ook zijn eigen school) op een anti-metafysische manier oppositie voerden tegen het klassieke dualisme
In deze periode kwam ook de analytische filosofie op, die zich onderscheidde van de continentale. Het psychoanalytische werk van Sigmund Freud, Jacques Lacan, Julia Kristeva en anderen heeft ook een rol gespeeld in de hedendaagse continentale wijsbegeerte.
Een opmerkelijk fenomeen van de tweede helft van de 20e eeuw was de opkomst van populaire filosofen die systemen aanboden om beter om te gaan met wereldse problemen. Zij werden echter geïsoleerd door de academische filosofie. Onder hen bevond zich Ayn Rand, die op een radicale manier de traditionele filosofie en psychologie bekritiseerde en liever vertrouwde op onorthodoxe methoden. Aan de andere kant waren er dan weer filosofen die probeerden om de oude tradities van de filosofie opnieuw te bekijken en te herwaarderen. Binnen deze traditie bevonden zich bijvoorbeeld Hans-Georg Gadamer en Alasdair MacIntyre die beiden, zij het op verschillende manieren, de traditie van het aristotelisme wilden laten herleven.
Van de 21e-eeuwse filosofie kan men zich zo kort na het millennium nog geen scherp beeld vormen. Wat al wel (na een decennium) kan worden gesteld is dat gedurende deze korte periode de prominente 20e-eeuwse filosofen die nog in leven zijn hun stempel blijven drukken op de wijsbegeerte. Het zijn mensen als Noam Chomsky, Saul Kripke en Jürgen Habermas, wier werk als professoren en mediafiguren hen in staat hebben gesteld om op het gebied van filosofie een vooraanstaande rol te blijven vervullen. De 21e-eeuwse filosofie blijft veel thema's van het filosofische debat uit de 20e eeuw aanvoeren, waarbij deelnemers van zowel de continentale als de analytische filosofie in de discussie betrokken zijn. Een verscheidenheid aan nieuwe onderwerpen is echter aan de oppervlakte gekomen. Opvallend is het nieuwe levendige debat over ethiek in de moderne filosofische discussie. Zo staan bijvoorbeeld de invloed en de gevolgen van de nieuwe media, met name de manier van informatie-uitwisseling via internet, in de filosofische belangstelling. In het algemeen is er een opvallende stijging in de interesse die de filosofie toont voor technologie en wetenschap.

## Oosterse filosofie
In het Westen verwijst de term oosterse filosofie in grote lijnen naar de verschillende filosofieën van 'het Oosten', met name uit Azië, waaronder China, India, Japan en Perzië. Men moet er wel rekening mee houden dat deze term voorbijgaat aan het feit dat deze landen geen deel uitmaken van een enkele cultuur.
Oude oosterse filosofie ontwikkelde zich voornamelijk in India en China. Hindoe-filosofie begint met de Upanishads, die gedateerd kunnen worden rond het midden van het eerste millennium v.Chr. De oudste, zoals de Brhadaranyaka en Chandogya Upanishads, zijn gedateerd op ongeveer de achtste eeuw v.Chr. Het filosofische bouwwerk van de Indiase religies, te weten het hindoeïsme, het jaïnisme en het boeddhisme is gebouwd op het fundament gelegd door deze Upanishads. Hindoe-filosofie wordt later gevolgd door de boeddhistische filosofieën en de Jain-filosofie. Confucianisme kan worden beschouwd als de oudste filosofische school van China. Confucianisme in China ontwikkelde zich rond dezelfde tijd als het boeddhisme en het in India ontwikkelde jaïnisme. Een andere school van filosofie, het taoïsme, ontstond in China omstreeks 200 v.Chr.

#### Babylonische filosofie
De oorsprong van de Babylonische filosofie kan worden teruggevoerd op oude Mesopotamische wijsheidsliteratuur met teksten over ethiek in de vorm van dialectiek, dialogen, epische poëzie, folklore, liederen, teksten, proza en spreekwoorden. Deze verschillende vormen van literatuur werden voor het eerst geclassificeerd door de Babyloniërs, en zij hadden ontwikkelde vormen van redenering van zowel rationele als empirische aard.
Het is mogelijk dat de Babylonische filosofie een invloed uitoefende op de Griekse filosofie, vooral op de hellenistische filosofie. Van de Milesische filosoof Thales is ook bekend dat hij filosofie heeft gestudeerd in Mesopotamië.

### Indische filosofie
De Indische filosofie is rond 1000 v.Chr. begonnen aan een serieuze opmars en omvat zowel orthodoxe (ástika)-systemen als Nyaya, Vaiśeṣika, Samkhya, Yoga, pûrva-mîmâmsâ en Vedantascholen, als onorthodoxe (nástika) systemen zoals het boeddhisme en het jaïnisme.
Indiërs van de klassieke periode waren ofwel hindoes, boeddhisten of jaïnisten. Naast deze drie op religie georiënteerde scholen, was er een meer seculiere school ("Lokāyata") in de klassieke periode, met meer materialistische en hedonistische leerstellingen. Het einde van de klassieke periode in de Indiase filosofie viel samen met de komst van moslims uit Turkije en Perzië aan het einde van het eerste millennium. De Indiase moslims droegen tijdens de middeleeuwse periode bij aan de verscheidenheid van de Indiase filosofie.

### Perzische filosofie
De geschiedenis van de Iraanse of Perzische filosofie gaat terug tot de oude Indo-Iraanse filosofische tradities en gedachten die sterk werden beïnvloed door Zarathustra's leer. Volgens Oxford Dictionary of Philosophy begint de geschiedenis van de filosofie met de Indo-Iraniërs vanaf 1500 voor Christus, en deze bron stelt eveneens dat Zarathustra's filosofie via het jodendom zijn invloed op de westerse traditie (op het Middenplatonisme) uitoefende.
Doorheen de Iraanse geschiedenis ontstond als gevolg van opmerkelijke politieke en sociale veranderingen, zoals de Arabische en de Mongoolse invasies van Perzië, een breed spectrum van scholen met een verscheidenheid aan visies op filosofische vragen. Daaronder vallen zowel de oude Iraanse, hoofdzakelijk Zoroastrische tradities als scholen uit het pre-islamitische tijdperk, zoals manicheïsme en mazdakisme, en diverse post-islamitische scholen. Na de Arabische invasie van Perzië ontwikkelt de Iraanse filosofie zich door verschillende interacties met de oude Iraanse filosofie, de Griekse filosofie en de islamitische filosofie. Het Illuminisme en de school van de transcendente theosofie (waar wat verder in het artikel wordt op ingegaan) worden beschouwd als twee van de belangrijkste filosofische tradities van die tijd in Perzië.

### Chinese filosofie
De mens en de samenleving staan centraal in de Chinese filosofie, die dus wezenlijk humanistisch te noemen is. Door de eeuwen heen hebben Chinese filosofen zich gebogen over ethische en politieke kwesties die metafysische speculaties vrijwel overschaduwden. De drie invloedrijkste filosofische tradities in China zijn het confucianisme, het boeddhisme - meer in het bijzonder het Zen - en het taoïsme.

### Boeddhistische filosofie
Boeddhistische filosofie is de uitwerking en de verklaring van het overgeleverde onderricht van de Boeddha zoals wordt aangetroffen in de Tripitaka en de Agama. Het belangrijkste concept waar op wordt ingegaan, is dharma, over de oorzaak van het lijden in deze wereld, en wat gedaan moet worden is om er een einde aan te maken. Middenweg is de term waarmee Gautama Boeddha het karakter van de Edele Achtvoudige Pad beschrijft dat leidt tot verlichting. 
Vanwege de verschillende benadering van ontologische en metafysische kwesties bij de studie van oude boeddhistische teksten ontstonden verschillende scholen zoals die van de Mahayana-traditie.

### Japanse filosofie
Japanse filosofie is historisch gezien een fusie van Japanse (shintoïsme, zen, boeddhisme) en vreemde elementen, zoals die uit de westerse filosofische traditie.
Vóór het Meiji-regime (vanaf 1868) ontstond uit het boeddhisme een van de twee belangrijkste Japanse filosofiescholen die religieus en enigszins metafysisch van aard was, de tweede school ontstond uit het confucianisme en was in wezen een systeem van moraalfilosofie.

## Abrahamitische filosofie
Abrahamitische filosofie omvat een reeks filosofische scholen die zijn voortgekomen uit de studie en commentaar van de gemeenschappelijke oude Semitische traditie, door haar aanhangers teruggevoerd op aartsvader Abraham wiens leven wordt verteld in de Hebreeuwse Bijbel / het Oude Testament, als profeet in de Koran, en die ook profeet genoemd wordt in Genesis 20:7).
De standaardteksten voor al deze latere tradities komen uit de Hebreeuwse Bijbel - ruwweg de eerste vijf boeken van het Oude Testament te beginnen met het boek Genesis tot en met Deuteronomium. Hier dient echter opgemerkt dat elk van deze boeken wezenlijk verschillende teksten toegevoegde aan de canons, en daardoor lopen de respectieve filosofische ontwikkelingen sterk uiteen.

### Joodse filosofie
Joodse filosofie is filosofisch onderzoek van teksten, tradities en ervaringen van het Joodse volk. Net als bij andere filosofie kan het gaan om uiteenlopende onderwerpen als bijvoorbeeld kosmologische speculatie, ethiek en politiek debat. Wat haar als 'Joods' onderscheidt, is het vertrouwen dat de beoefenaars van deze filosofie hebben in de oude teksten van de Joodse traditie zoals Genesis en Pentateuch, die hen inzichten, ideeën en waarden aanreiken. Zo waren de boeken Job en Prediker de favoriete werken van de middeleeuwse filosofen, die ze als basis voor filosofische discussies gebruikten.
De eerste joodse filosoof die Griekse filosofische denkbeelden op Joodse doctrines toepaste, was Philo van Alexandrië (1e eeuw). Andere belangrijke Joodse filosofen waren Saadia Gaon, Moses Maimonides en Baruch Spinoza.

### Christelijke filosofie
Christelijke filosofie is ontstaan tijdens de middeleeuwen, toen middeleeuwse theologen trachtten aan te tonen dat de Griekse filosofie en het christelijk geloof eigenlijk twee compatibele methoden waren om goddelijke waarheid te achterhalen. Aan de basis van deze filosofie lagen Aristoteles' metafysische speculaties uit de 4e eeuw v.Chr. Hij begon een traditie die later bekend kwam te staan als natuurlijke theologie - de poging om op rationele gronden en op basis van kenmerken van de natuurlijke wereld het bestaan van God te bewijzen.

### Islamitische filosofie
Arabische (Islamitische) filosofie zoals Henry Corbin beschrijft is een filosofie waarvan de ontwikkeling en de modaliteiten wezenlijk verband houden met de religieuze en geestelijke realiteit van de islam. Het vertegenwoordigt een stijl van filosofie die werkt binnen het kader van de islamitische cultuur. Dit impliceert niet dat het noodzakelijkerwijs draait om religieuze kwesties, of zelfs niet dat het uitsluitend wordt geproduceerd door moslims.

#### Religieuze wortels
Theoretische vragen werden gesteld vanaf het begin van de islam, vragen die in zekere mate beantwoord konden worden door verwijzing naar islamitische teksten zoals de Koran, de praktijken van de gemeenschap en de traditionele uitspraken van de profeet Mohammed en zijn metgezellen. In feite startte rationele argumentatie over de islamitische doctrines met de Koran zelf, en zo werden ook uitingen van Mohammed en vooral de preken van Ali bestudeerd. Dit ondanks het feit dat hun stijl en benadering verschillend waren van die van de islamitische theologen.
Hoewel er niets concreet kan worden gezegd over het begin van de theologie onder moslims, is het wel zeker dat de discussie van enkele van de tegenwoordig voor moslims nog relevante problemen zoals de kwestie van de predestinatie, de vrije wil en de goddelijke rechtvaardigheid reeds in de tweede eeuw van de islam (de 8e eeuw) werden aangevat. Misschien was het eerste formele centrum van deze besprekingen de kring rond Hasan al-Basri (gestorven ca.728-29). Verschillende andere theologische scholen zijn ontstaan in de periode van de 8e tot de 10e eeuw. De Mu'tazili- theologie ontstond in de 8e eeuw in Basra (Irak) door Wasil ibn Ata (gestorven in 748.)

#### Overdracht van de Griekse filosofie
De vroege veroveringen van de moslims brachten hen in contact met de westelijke centra van beschaving die sterk beïnvloed waren door het christendom en de Griekse cultuur. Veel heersers wilden de Griekse kennis begrijpen en gebruiken, zowel de theoretische als de praktische vormen ervan. Een groots opgezet vertaalproject ging van start, met officiële steun voor de assimilatie van de Griekse cultuur. Dit had een sterke invloed op alle gebieden van de islamitische filosofie. Neoplatonisme werd de heersende denkrichting, en het curriculum van de Griekse filosofie werd nauwkeurig gevolgd. Op die manier zorgden de islamitische vertalers voor het bewaren van de teksten van de Griekse filosofen.

#### Perioden
Henry Corbin heeft de geschiedenis van de Islamitische filosofie verdeeld in drie perioden.

##### Vroege islamitische filosofie
De eerste periode van de islamitische filosofie valt samen met de islamitische Gouden Eeuw. Gedurende deze tijd is het zuivere filosofische denken identiek aan het aristotelisme, waarbij bronnen aan het neoplatonisme worden ontleend. Het is echter ook beïnvloed door het islamitische denken en de islamitische cultuur. De 20e-eeuwse Duitse geleerde van Iraanse oorsprong Abdoldjavad Falaturi heeft in zijn onderzoek aangetoond hoe uiteenlopend Hellenistische filosofie zich ontwikkelde binnen het kader van de islamitische cultuur. Aan de andere kant heeft Corbin laten zien hoe het mystieke aspect van de islam, in het bijzonder Shia, ook de filosofie beïnvloedde. De periode van de vroege islamitische filosofie begint met Al-Kindi en eindigt met Averroes (gestorven in 1198). Aan de andere kant vonden er ook cruciale theologische debatten plaats tussen islamitische theologen. Deze discussie droeg ook bij tot de opkomst van rationele discussies over religie, in het bijzonder over de islam.
Avicenna is een van de meest prominente figuren uit deze periode. Hij is een denker die probeerde de koers van de islamitische filosofie in nieuwe richtingen te kanaliseren. Avicenna's metafysisch systeem steunt weliswaar op de conceptuele bouwstenen uit vooral het aristotelisme en het neoplatonisme, maar de uiteindelijke structuur is meer dan de som der delen. In de Islamitische Gouden Eeuw werd de leer van Avicenna als gevolg van diens geslaagde verzoening tussen aristotelisme en neoplatonisme samen met de islamitische theologie uiteindelijk de grootste school van de vroege 12e-eeuwse islamitische filosofie. Avicenna was uitgegroeid tot een centrale autoriteit van de filosofie van die tijd.
Hoewel deze school sterk werd bekritiseerd door islamitische theologen zoals Al-Ghazali, filosofen als Averroës, en soefi's, verspreidden Avicenna's geschriften zich als vuur en zij bleven tot op heden de basis van het filosofisch onderwijs vormen in de islamitische wereld. Vooral in de oostelijke islamitische landen bewoog de filosofie na Averroes zich in de richtingen door Avicenna aangegeven, d.w.z. naar het onderzoek van zowel theoretische als praktische wetenschappen.

##### Mystieke filosofie
Na de dood van Averroës raakte de islamitische filosofie in de peripatetische stijl uit de mode in het Arabische deel van de islamitische wereld. Dit bleef zo tot in de negentiende eeuw. Mystieke filosofie daarentegen bleef bloeien, hoewel er geen denkers de creativiteit van Ibn Arabi en Ibn Sab'in evenaarden. In het Perzisch sprekende deel bleef de islamitische filosofie een curriculum gericht op verlichting volgen, dat werd geïntroduceerd door Suhrawardi.

##### Transcendente Theosofie
De derde periode, volgens Corbin, begint in de zestiende eeuw na het ontstaan van de Safawiden-dynastie in Perzië. De meest prominente figuur van deze periode is Mulla Sadra, die transcendente theosofie invoerde als een kritische filosofie die de peripatetische, verlichtings- en gnostische filosofie samenbracht, samen met de theologie van Ash'ari. De bron daarvan lag in de islamitische openbaring en de mystieke ervaring van de werkelijkheid in het bestaan. Deze filosofie wordt de dominante vorm van filosofie in Iran vanaf de 19e eeuw. Shah Wali Allah breidde de Soehrawardi school van denken uit over het Indiase subcontinent.

##### Moderne tijd
Nieuwe trends verschenen tijdens de 19e en 20e eeuw als gevolg van de uitdaging die de westerse filosofie en moderniteit stelden aan de traditionele islamitische filosofie. Aan de ene kant waren een aantal geleerden zoals Jamal-ad-Din Asadabadi en Mohammed Abduh op zoek naar rationele principes die zouden leiden naar een vorm van denken die zowel duidelijk islamitisch als passend was voor het leven in de moderne verwetenschappelijkte samenlevingen. Dit debat duurt voort tot op heden. Mohammed Iqbal is een van de vooraanstaande figuren van deze groep die een nogal eclectische mengeling van islamitische en Europese filosofie voorstaat. Aan de andere kant keren een aantal denkers zich af van het fenomeen van de moderniteit door de ontwikkeling van een islamitisch fundamentalisme. Dit wakkerde de eerdere vijandigheid aan tegenover filosofie door te pleiten voor een terugkeer naar de oorspronkelijke beginselen van de islam en het afwijzen van de moderniteit van westerse imperialistische indringers. In Iran is de invloed van de mystieke filosofen opvallend. Vooral Mulla Sadra is gevierd, en filosofen die loyaler zijn aan de traditionele islamitische filosofie hebben geprobeerd om deze school in leven te houden en als instrument te gebruiken in de omgang met het modernisme. Allameh Tabatabaei is de meest prominente figuur van deze groep. Seyyed Hossein Nasr, vooral bekend door zijn studies op gebied van vergelijkend godsdienstonderzoek, probeert de traditionele islamitische filosofie in te voeren en hij behandelt ook het islamitische antwoord op de uitdagingen van de moderne wereld. Ten slotte zijn er vele denkers die zich hebben aangepast en niet-islamitische filosofische ideeën als onderdeel van het normale filosofische proces aanwenden, zoals het onderzoek van het existentialisme en het hegelianisme. Moderne islamitische filosofie levert dus een zeer divers beeld op en toont een breed scala van technieken en benaderingen van filosofie.

### Joods-islamitische filosofie
Joodse en islamitische filosofie beïnvloedden elkaar wederzijds, vooral in de periode van 800 tot 1400. Een van de belangrijkste vroege joodse filosofen beïnvloed door islamitische filosofie is Saadia Gaon (892-942). Zijn belangrijkste werk is Emunoth ve-Deoth (Boek van overtuigingen en meningen). In dit werk behandelt Saadia kwesties die islamitische theologen diep interesseerden, zoals de schepping van materie, de eenheid van God, de goddelijke eigenschappen, de ziel, enz. In de elfde eeuw oefenden de werken van de peripatetici Al-Farabi en Ibn Sina (Avicenna) samen met getransformeerde Kalam gebaseerd op neoplatonische theorieën aanzienlijke invloed uit op Joodse denkers van die periode. In de 12e eeuw werd het overwicht van de Kalam aan de Arabische kant aangevochten door Al-Ghazali en aan de Joodse kant door Juda Halevi. Hun nadruk op zuivere filosofie bereidde de weg voor de twee grootste namen uit de Arabische peripatetische school: Ibn Baja (Avempace) en Ibn Roshd (Averroes).

## Afrikaanse filosofie
De naam verwijst niet naar een bepaalde filosofie, filosofisch systeem, methode of traditie. Afrikaanse filosofie is een paraplubegrip waaronder verschillende filosofische activiteiten en vormen van reflectief, kritisch denken van personen en volkeren van Afrikaanse afkomst worden georganiseerd.
Afrikaanse filosofie is op verschillende manieren gebruikt door verschillende filosofen. Hoewel de Afrikaanse filosofen zich op veel verschillende gebieden bewogen, zoals de metafysica, epistemologie, moraalfilosofie en de politieke filosofie, wordt een groot deel van de literatuur in beslag genomen door een debat over de aard van de Afrikaanse filosofie zelf.